# Parque nacional de Breheimen
El Parque nacional Breheimen (en noruego: Breheimen nasjonalpark) es un área protegida en el país europeo de Noruega que se estableció en 2009. El parque está ubicado en los municipios de Skjåk y Lom en el condado de Oppland y en Luster en el condado de Sogn og Fjordane. El parque cubre 1.671 kilómetros cuadrados (645 millas cuadradas) de la cordillera Breheimen. 
El parque está rodeado por otros tres parques nacionales: el parque nacional de Jostedalsbreen, el parque nacional de Jotunheimen, y el parque nacional Reinheimen.
El parque incluye las montañas de Hestbreapiggan, Tverrådalskyrkja y Holåtinden así como los glaciares de Harbardsbreen, Spørteggbreen y Holåbreen.